# Нагрудний знак «Воїн-спортсмен»
Нагрудний знак «Воїн-спортсмен» (рос. Нагрудный знак «Воин-спортсмен») — нагорода для військовослужбовців збройних сил СРСР за спортивні досягнення.

## Історія
З 1 січня 1965 року в Збройних Силах СРСР був введений свій Військово-спортивний комплекс (ВСК) і, хоча він значився як складова частина Всесоюзного фізкультурного комплексу ГТО, фактично став цілком самостійним, подальший його розвиток пішло вже своїм шляхом.
Ініціатором та розробником його був спортивний комітет МО СРСР на чолі з генерал-лейтенантом В. І. Філіпповим спільно з Військовим двічі Червонопрапорного факультетом при інституті фізичної культури імені П. Ф. Лесгафта. Мета комплексу — всебічна підготовка військовослужбовців до захисту Батьківщини, а завдання — забезпечення високого рівня їх фізичної підготовленості, бойової майстерності та залучення в регулярні заняття спортом для досягнення фізичної досконалості в поєднанні з високими моральними якостями.
Комплекс включав п'ять обов'язкових вправ (п'ятиборство) для всіх військовослужбовців і три спеціальних вправи (триборство) для воїнів відповідних видів Збройних Сил і родів військ, а також додаткові вимоги для військовослужбовців строкової служби. Всі вони відповідали чотирьом віковим групам.
ВСК був 9 липня 1964 р узгоджений з Центральною Радою Союзу спортивних товариств і організацій СРСР, введені в дію наказом МО СРСР № 183 від 8 серпня 1964 р Відповідно до комплексу був заснований і знак «Воїн-спортсмен» трьох ступенів. Причому вищим ступенем тут стала перша. Право нагородження було надано командиру полку. Одночасно зі знаком вручали посвідчення до нього. Видавалися вони безкоштовно. Виготовлялися на Московському заводі спортивних знаків і сувенірів, Петродворцовському заводі металевої фурнітури і ін.

### Золотий знак
Наступні роки застосування ВСК дозволили накопичити досвід, зробити відповідні висновки і провести деяку реорганізацію. Були враховані особливості навчально-бойової діяльності воїнів різних видів Збройних Сил і родів військ, а також зрослі вимоги до їх фізичної та психологічної підготовки. Підготував ці матеріали і вийшов з клопотанням про відповідні зміни тодішній голова Спортивного комітету МО СРСР генерал-майор Н. М. Кошелев.
Наказом МО СРСР № 148 від 6 липня 1973 року було введено в дію нове «Положення по військово-спортивному комплексі Збройних Сил СРСР». Змінилися частково і відзнаки. Не стало знака III ступеня, але знаки I і II ступеня не змінилися, проте була додана вища градація — Золотий нагородний знак «Воїн-спортсмен», для отримання якого треба п'ять років поспіль підтверджувати норми і вимоги першого ступеня.
Не дивно, що перше їхнє вручення сталося 2 лютого 1978 року, коли були нагороджені воїни Московського гарнізону. Першим цієї нагороди був удостоєний повітряний десантник генерал-майор Л. Г. Кузьменко, який до своїх 53 років зумів протягом п'яти років підтверджувати першу ступінь ВСК.19 Малюнок цього знака розробив художник техкома ДІУ МО СРСР А. Б. Жук. Виготовлявся він на Московській фабриці спортивних сувенірів і знаків.

## Опис

### Знаки 1-го, 2-го і 3-го ступеня
П'ятикутна зірка з гранованими променями, на яку накладено рівносторонній п'ятикутник в формі щита. За його периметру розташована біла емалева смуга, в нижній частині вона закруглюється, залишаючи трикутник з забарвленням, аналогічної центру і римською цифрою, що позначає ступінь: "Г, " // «.» ІГ. Центр покритий кольоровою холодною емаллю: I ступінь — червоно-вишнева, II — темно-синя і III — зелена. На цьому тлі зображений спортсмен, який біжить вправо. Окантовка щита вгорі має маленьку п'ятикутну зірочку, а з боків розташовано по три точки. Внизу, на заокругленні, напис: «воин-спортсмен». На правій стороні по внутрішньому буртику окантовки щита розміщена лаврова гілка. Всі деталі і написи золотистого кольору. Виготовлений з алюмінію. Розмір по діаметру 28 мм. Кріплення за допомогою штифта і гайки.

### Золотий знак
П'ятикутна зірка діаметром 36 мм, промені якої мають штриховую поверхню з осьової гранню. По периметру йде буртик. На цю зірку накладена інша, що складається з вузьких закруглених Штраль. Її діаметр менше основний на 4 мм і вона розгорнута щодо її на 36 °, створюючи тим самим десятілучевую композицію.
Центр знака окантований лавровим вінком, замикається нагорі точкою, а внизу перевитий навхрест двома стрічками. На внутрішньому червоному пилі, з променевої рискою під емаллю, зображений біжить вправо спортсмен. Знак за допомогою вушка і кільця кріпиться до фігурної колодочке (17х20 мм) у вигляді плескатого фігурного щита, покритого червоною холодної емаллю з променевої рискою під нею і написом у два рядки: «Воин- / спортсмен». Всі деталі і напис золотистого кольору. Виготовлений з алюмінію. Розмір 58 * 36-мм. Кріплення за допомогою шпильки на колодочці.